# 2023 في سوريا
تعرض هذه المقالة الأحداث التي وقعت في سوريا خلال عام 2023.

## الحكم
- الرئيس: بشار الأسد[1]
- نائب الرئيس: نجاح العطار
- رئيس الوزراء: حسين عرنوس

## الأحداث
لعرض الأحداث المُتعلقة بالحرب الأهلية، انظر الخط الزمني للحرب الأهلية السورية (2023)
- 22 يناير - مقتل ما لا يقل عن 13 شخصًا في انهيار مبنى من خمسة طوابق في حلب، بسبب تسرب المياه في أساس المبنى.[2]
- 6 فبراير – 2023 زلازل تركيا وسوريا
- 10 فبراير - تجاوز عدد القتلى في الزلازل التي ضربت تركيا وسوريا 23000 شخص.
- 17 فبراير - قام مسلحو تنظيم الدولة الإسلامية بمذبحة 68 شخصا في السخنة بمحافظة حمص، من بينهم 61 مدنياً كانوا يصطادون الكمأة.
- 23 فبراير - مقتل 15 شخصًا واختطاف 40 آخرين في محافظة حماة خلال كمين نصبه أعضاء تنظيم الدولة الإسلامية لصيادي الكمأة.[3]
- 29 مارس - الرئيس السوري بشار الأسد يجري تعديلاً وزاريًا في الحكومة وسط زيادة في الأسعار ونقص في المواد الغذائية بسبب الوضع الاقتصادي في البلاد، والذي تفاقم بسبب الزلزال الأخير.
- 9 أبريل - مقتل ثمانية أشخاص في انفجار لغم أرضي زرعه أعضاء تنظيم الدولة الإسلامية في دير الزور.[4]
- 16 أبريل - مقتل ما لا يقل عن 36 شخصًا بعد أن هاجم مقاتلو تنظيم الدولة الإسلامية مجموعة من صيادي الكمأة في محافظة حماة.[5]
- 16 أبريل - مقتل 5 رعاة في إطلاق مسلحون من تنظيم الدولة الإسلامية النار عليهم في دير الزور.[5]
- 10 أغسطس - ظهور حركة 10 أغسطس للاحتجاج المدني المتجدد ضد الحكومة.[6]
- 17 أغسطس – بداية الإضراب العام والاحتجاجات السورية 2023.[6]
- 22 سبتمبر - الرئيس بشار الأسد يزور الصين، ويلتقي بالرئيس الصيني شي جين بينغ، ويوقع شراكة استراتيجية مع الصين في البنية التحتية كجزء من مبادرة الحزام والطريق الصينية.[7]
- 12 أكتوبر - سوريا تقول إن إسرائيل شنّت غارات جوية على مطار دمشق الدولي ومطار حلب الدولي. وتم تفعيل الدفاعات الجوية رداً على الهجمات.[8]
- 25 أكتوبر - شنّت القوات الجوية الإسرائيلية غارات جوية على "البنية التحتية العسكرية" للقوات المسلحة السورية في محافظة درعا، مما أسفر عن مقتل ثمانية جنود سوريين وإصابة سبعة آخرين.[9]
- 27 أكتوبر - قال الجيش الأمريكي إنه شن غارات جوية على أهداف مدعومة من إيران في سوريا مرتبطة بالحرس الثوري الإسلامي.[10]
- 30 أكتوبر - قصفت القوات الأمريكية 3 شاحنات مدنية في البوكمال بالقرب من الحدود العراقية يُشتبه في أنها تحمل مواد لبناء الصواريخ.[11]
- 8 نوفمبر - مقتل ما لا يقل عن 30 جنديًا من الميليشيات الموالية للحكومة في سلسلة من الهجمات التي شنها تنظيم الدولة الإسلامية بالقرب من مدن دير الزور وحمص والرقة، مع استهداف الغارات الجوية الروسية مواقع تنظيم الدولة الإسلامية ردًا على ذلك.[12]

## الوفيات
- 6 فبراير - نادر جوخدار، (45) لاعب كرة قدم (الوثبة ومنتخب سوريا) ومدرب (السلام زغرتا).[13]